# Тубу
Тубу (тіббу, теда; в перекладі з араб. — «скельна людина») — народ, що живе в Центральній Сахарі (головним чином в Республіці Чад, невеликі групи — в Нігері і Лівії). Чисельність — понад 350 тисяч чоловік. Діляться на дві основні групи: теда (на півночі) і даза (на півдні), які говорять відповідно на мовах теда і даза, що відносяться до сахарської сім'ї (Ніло-сахарські мови). Сповідують іслам.
Тубу — напівкочівники, що поєднують скотарство (у теда — верблюди, у даза — велика рогата худоба) із землеробством (в руслах ваді сіють пшеницю, ячмінь, просо, тютюн, бавовну, смокву, використовуючи для поливу води тимчасових потоків). Поширені збір дикорослих плодів і полювання. Живуть в дерев'яних хижах (Феррінг), критих листям пальми.
Подібно туарегам, у тубу є каста ковалів (аса), яка теж займає особливе місце, як співаки та танцюристи.
Багато політичних лідерів Чаду (наприклад, колишні президенти Хіссене Хабре і Гукуні Уеддей) походять з тубу.

## Цікаві факти
Деякі етнографи вважають, що плем'я тубу — найдавніше на території Африки плем'я, яке виробило свої традиції, культуру. В одному з випусків журналу «Навколо світу» розповідається про те, що представники цього народу неймовірно витривалі: вони живуть на безводному високогірному плато Тібесті в умовах високої температури, можуть довго обходитися без їжі. До того ж, на погляд європейця, вона є досить мізерною, і складається з чаю, настояного на пустельних травах, «кількох фініків і жмені проса». Тим не менш, представники народу живуть дуже довго і «до глибокої старості зберігають всі зуби».